# Namibian Army
Il Namibian Army è l'esercito della Repubblica di Namibia e fa parte della Namibian Defence Force.

## Storia
Lo sviluppo dell'esercito della Namibia è stato il più veloce delle tre armi di servizio. Le prime unità dell'esercito vennero schierate già a partire dal 1990. L'esercito si formò quando i due nemici South West African Territorial Force ed Esercito di Liberazione Popolare della Namibia vennero introdotti dopo l'indipendenza della Namibia nella nuova Namibian Defence Force.

## Ruolo
Il Ministero della Difesa ha delineato la politica dell'esercito come segue:
"I ruoli principali dell'esercito continueranno ad essere come già indicato nella politica di difesa. L'esercito si adopererà per massimizzare la sua efficacia operativa attraverso il reclutamento dei migliori uomini e donne giovani che desiderano intraprendere una carriera militare, il loro effettivo addestramento ed impiego. Le priorità dell'equipaggiamento dell'esercito sono migliorate dalla capacità di trasporto truppa (stradale e aereo); genio, artiglieria, sistemi anticarro, di difesa aerea e di comunicazione: l'obiettivo sarà creare un sistema sicuro, integrato, efficiente e conveniente."
"L'esercito resterà una forza professionale (totalmente volontaria) ben disciplinata e responsabile; includerà lo sviluppo di una riserva; continuerà ad addestrarsi sulla falsariga di altri eserciti del Commonwealth; si addestrerà con le altre forze della Namibia (come la polizia) per provare progetti di aiuti alle autorità civili, ai ministeri civili e alla comunità civile; promuoverà una buona immagine pubblica e contribuirà alla comunità in cui essa si fonda."

## Organizzazione
L'esercito è un'organizzazione gerarchica con il comandante dell'esercito che esercita il comando generale. La sede dell'Esercito si trova nella base militare di Grootfontein, una ex base logistica della SADF. L'esercito ha diverse migliaia di membri.

## Schieramenti

### Schieramenti locali
Guerra Caprivi
 
L'esercito della Namibia ebbe un servizio di convoglio della Namibia's Trans Caprivi Highway che va da Otavi, Grootfontein, Rundu, Katima Mulilo fino al posto di frontiera di Ngoma sul confine tra Namibia e Botswana. Il sistema di convoglio correva due volte al giorno tra Bagani e Kongola nell'allora regione di Caprivi. Il sistema di convoglio venne eseguito dal 2000 fino al 2002.

### Schieramenti della SADC
Angola 

Anche l'esercito della Namibia schierò truppe per aiutare a combattere i banditi UNITA che stavano terrorizzano la popolazione della Namibia dentro e intorno alla regione di Kavango. L'operazione nome in codice Mandume ya Ndemufayo fu una risposta agli attacchi dell'UNITA sui cittadini della Namibia. Le operazioni di inseguimento transfrontaliere della Namibia vennero effettuate con il consenso del governo dell'Angola. Alteast two soldiers were killed in operation Mandume ya Ndemufayo. In un'operazione tra il 30 gennaio e il 14 febbraio 2001, secondo le stime vennero uccisi 19 ribelli dell'UNITA, mentre vennero recuperate diverse armi, come mine anticarro e antiuomo, fucili d'assalto che vanno dall'AK47 al R-1. In un'operazione congiunta con le forze armate angolane, nel maggio 2001, la Namibian Defence Force ha contribuito a sloggiare l'UNITA da Mavinga.
Repubblica Democratica del Congo 

L'esercito della Namibia schierò un battaglione rinforzato durante la seconda guerra del Congo, che contava circa 2000 soldati e personale di supporto, circa 30 soldati namibiani morirono nelle operazioni della Repubblica Democratica del Congo. Il comandante della forza di coalizione della SADC era sempre uno zimbabwano e il vice comandante della forza un namibiano mentre il Capo di Stato Maggiore era un angolano.  11 soldati della Namibia vennero tenuti come prigionieri di guerra in Ruanda e rilasciati nel giugno 2000. 
I soldati vennero catturati nell'aprile 1999 nella zona di Lusambo, che è circa 120 chilometri a est di Mbuji-Mayi.  Nel gennaio del 2001, dopo la morte di Laurent-Désiré Kabila, il contingente dell'esercito della Namibia venne rafforzato non solo per garantire la sicurezza ai capi di Stato al funerale, ma anche per rafforzare i contingenti della SADC a Kinshasa e Lubumbashi. La Namibia fu anche il primo paese straniero a ritirare le sue truppe e da settembre 2001 tutti i soldati della Namibia vennero ritirati.

### Schieramenti delle Nazioni Unite
UNAMIC

L'esercito schierò un'unità delle dimensioni di un battaglione nell'UNAMIC.

UNAVEM II

UNAVEM III

MONUA

UNMIL

Per l'operazione di peacekeeping in Liberia il contributo dell'esercito della Namibia era conosciuto come Namibian Battalion (NAMBATT) e circa 800 soldati di fanteria vennero radunati per formare un battaglione del contingente NAMBATT per questa operazione. Le truppe ruotarono e le rotazioni numerarono fino a NAMBATT V.
Un Comandante del contingente NAMBATT dichiarò la sua Unità di comprendere "due Cpn. Fant. Mot., due compagnie di fucilieri, quartier generale di compagnia e compagnia di supporto di fuoco mentre il battaglione è dotato di 10 APC Wolf, 12 APC Casspir e 11 APC WER Wolf".

## Struttura delle unità
Le unità operative standard sono strutturate secondo il sistema del Commonwealth:
| Tipo d'unità | Divisione   | Brigata         | Battaglione / Reggimento | Compagnia / Squadrone | Plotone / Troop     | Sezione      | Fire Team |
| ------------ | ----------- | --------------- | ------------------------ | --------------------- | ------------------- | ------------ | --------- |
| Contiene     | 2–3 Brigate | 3–5 Battaglioni | 5–7 Compagnie            | 3 Plotoni             | 3 Sezioni           | 2 Fire Teams | 4 soldati |
| Personale    | 10,000      | 5,000           | 550–900                  | 120                   | 30                  | 8–10         | 4         |
| Comandato da | Mag. Gen.   | Brig. Gen.      | Tn. Col.                 | Mag.                  | Cpt., Tn. o 2nd Tn. | Cpl.         | LCpl.     |

## Unità
Unità di Difesa Aerea
- Air Defence Regiment

Unità d'Artiglieria
- 4 Artillery Brigade

Situata a Otjiwarongo
- 12 Artillery Regiment
- 44 Artillery Regiment[17]
- 46 Artillery Regiment
- 21 Artillery Regiment[18]

Unità Cerimoniali
- Ceremonial Battalion[18]

Unità di fanteria
- 21 Infantry Brigade[18]

È la brigata a cui il 211, 212 e 213 Battaglione di Fanteria Meccanizzata sono probabilmente collegati. Il General Officer Commanding della Brigata è il Brig. Gen. Erastus Nomongula Kashopola. Succede al Brig. Gen. Philipus Shikuma Kamati.
- 211 Battalion[19]
- 212 Battalion[18]
- 213 Mechanized Infantry Battalion

Situata a Windhoek
- 12 Motorized Infantry Brigade[20]

Situata a Keetmanshoop ed è probabile che la Brigata abbia attaccati il 124, 125 e 126 Battaglione di Fanteria Motorizzata sono attaccati, Il General Officer Commanding è il Brig. Gen. Peter Nghipunyati Nghilukilwa. Succede al Brig. Gen. Bernard Kawa che venne inviato come Attache della Difesa nella RDC. La Brigata venne costituita nel 1999.
- 124 Battalion
- 125 Battalion

Situato a Walvis Bay
- 126 Battalion

Situato a Gobabis.
- 26 Motorized Infantry Brigade.[24]

È probabile che la Brigata abbia collegati il 261, 262 e 263 Battaglione di Fanteria Motorizzata. Il General Officer Commanding è il Brig. Gen. Holden Uulenga.
- 261 Motorized Infantry Battalion[25]

Situato a Rundu. Il Commanding Officer è il maggiore Liyali Given Numwa che succede al Tn. Col. David Diyeve.
- 262 Motorized Infantry Battalion

Situato a Katima Mulilo
- 263 Motorized Infantry Battalion

Situato a Oshakati
Unità del Genio
- Engineering Regiment

Situato a Otavi
Unità Preposte
- Military Police Battalion

Unità di Comunicazioni
- Signal Regiment

Unità d'Addestramento
- Army Battle School (ABS)

Situata presso l'ex base d'addestramento della SADF di Oshivelo, è stata trasformata in una scuola di combattimento dell'esercito. Il comandante di battaglia della scuola è il colonnello Kashindi Eusebi Kashindi.

## Comandante dell'Esercito
La posizione di Comandante dell'Esercito è detenuta da un ufficiale con il grado di maggiore generale. Il Comandante dell'Esercito esercita il comando generale dell'esercito. Il comandante dell'esercito attuale è il maggiore generale Tomas Nopoudyuu Hamunyela.
- 1990-2000 Mag. Gen. Solomon Huwala
- 2000-2005 Mag. Gen. Martin Shalli
- 2005-2011 Mag. Gen. Peter Nambundunga
- 2011-2013 Mag. Gen. John Mutwa
- 2013-Presente Mag. Gen. Tomas Hamunyela

A partire da aprile 2014 il Vice Comandante dell'Esercito è il brigadier generale Frederick Siluzungila.
. Brigadier General Siluzungila succeeded Brigadier General B Shomeya.

## Equipaggiamento

### Armi individuali
- AK-47[30]
- Type 56[31]
- AK-74[32]
- RPG-7[33]
- M2 Browning
- Makarov
- Ruger P
- CZ 75
- 9M133 Kornet

### Veicoli da combattimento
I veicoli da combattimento dell'Esercito della Namibia sono per lo più costituiti da veicoli dell'Unione Sovietica. Questi veicoli vennero donati dallo SWAPO, in passato un movimento di liberazione che in seguito divenne il partito al governo del paese all'indipendenza. La maggior parte della manutenzione di questi veicoli è in dubbio e sono presumono essere in deposito, se sono ancora in servizio è ancora da confermare. L'esercito ha però ricevuto veicoli da combattimento della fanteria WZ523 dalla Cina che servono con le unità di fanteria meccanizzata. Questi veicoli sono integrati dai MRAP Wolf prodotti dalla Namibia. Anche i Casspir  sudafricani sono in servizio, essendo stati ereditati dalla South-West Africa Territorial Force. Per potenziare la mobilità è stato annunciato che l'esercito riceverà l'Agrale Marruá che apparve nella 25ª parata di celebrazione dell'indipendenza nel 2015 e sono utilizzati principalmente dalle Namibian Special Forces.
|               | Origine          | Tipo                                    | Acquistati | In servizio | Note                                     |
| ------------- | ---------------- | --------------------------------------- | ---------- | ----------- | ---------------------------------------- |
| T-54/55       | Unione Sovietica | Carro armato da combattimento           | 20         | 7           | Serviceability doubtful.                 |
| T-34          | Unione Sovietica | Carro armato medio                      |            | 4           | Serviceability doubtful.                 |
| BTR-60        | Unione Sovietica | Veicolo trasporto truppa                | 10         |             | Serviceability doubtful                  |
| BTR-152       | Unione Sovietica | Veicolo trasporto truppa                | 20         | 6           | EX SWAPO&manutenzione dubbiosa           |
| WZ523         | Cina             | Veicolo di combattimento della fanteria | 21         |             | Armato con 2A28 Grom.                    |
| Wer’wolf MKII | Namibia          | Veicolo corazzato multiruolo            | 10         | 30          |                                          |
| Wolf Turbo II | Namibia          | Veicolo trasporto truppa                |            |             |                                          |
| Casspir       | Sudafrica        | MRAP                                    | 20         | 20          |                                          |
| BRDM-2        | Unione Sovietica | Scout Car                               | 12         | 12          | Manutenzione dubbiosa                    |
| SAMIL         | Sudafrica        | Veicolo Utility                         | 160        |             | Donato dal Sudafrica nei tardi anni '90. |
| Agrale Marruá | Brasile          | Veicolo Utility                         | 141        | --          | Assemblato localmente.                   |

### Artiglieria trainata
Anche l'artiglieria è dominata da armi sovietiche che vennero donate dallo SWAPO. Vennero integrate con cannoni trainati G2 donati dal Sudafrica.
|                   | Origine          | Tipo                 | Acquistati | In servizio | Note                     |
| ----------------- | ---------------- | -------------------- | ---------- | ----------- | ------------------------ |
| BL 5.5            | Regno Unito      | Obice                | 24         |             | Variante sudafricana G2. |
| Ordnance QF 25 lb | Regno Unito      | Obice                | 8          |             |                          |
| 152 mm M1937      | Unione Sovietica | Obice                |            |             |                          |
| BM-21 Grad        | Unione Sovietica | Lanciarazzi multiplo | 5          | 4           |                          |
| ZIS-3             | Unione Sovietica | Cannone anticarro    | 12         |             |                          |
| ZIS-2             | Unione Sovietica | Cannone anticarro    | 6          |             |                          |

### Armi contraeree
Anche l'equipaggiamento di Difesa Aerea dell'esercito è fatto di armi di epoca sovietica.
|               | Origine          | Tipo              | Acquistati | In servizio | Note |
| ------------- | ---------------- | ----------------- | ---------- | ----------- | ---- |
| ZPU-4         | Unione Sovietica | Cannone antiaereo | 50         |             |      |
| 37 mm M1939   | Unione Sovietica | Cannone antiaereo |            |             |      |
| ZU-23-2       | Unione Sovietica | Cannone antiaereo | 15         | 12          |      |
| 9K32 Strela-2 | Unione Sovietica | MANPAD            |            | >           |      |

## Forze speciali
I commando e i paracadutisti dell'esercito sono parte delle Namibian Special Forces.

## Gradi militari
I gradi militari dell'esercito si basano sui gradi militari del Commonwealth.
Il grado più alto in tempo di pace che un ufficiale può raggiungere nell'esercito è maggiore generale. Ci può comunque essere un'eccezione quando un ufficiale dell'esercito è nominato Capo della Defence Force per cui l'individuo sale al grado di tenente generale. Il grado più alto di un membro arruolato può raggiungere è Warrant Officer Class 1.
| Gradi militari degli ufficiali generali |
| --------------------------------------- |
| Tenente generale                        |
| Maggiore generale                       |
| Brigadier generale                      |
| Ufficiali superiori                     |
| Colonnello                              |
| Tenente colonnello                      |
| Maggiore                                |
| Ufficiali inferiori                     |
| Capitano                                |
| Tenente                                 |
| Sottotenente                            |
| Sottufficiali/Altri gradi               |
| Warrant Officer Class 1                 |
| Warrant Officer Class 2                 |
| Sottufficiali                           |
| Staff Sergeant                          |
| Sergente                                |
| Caporale                                |
| Lancia spezzata                         |
| Privato                                 |